# 성유빈 (가수)
성유빈(본명: 이성익, 1987년 8월 31일 ~ )은 대한민국의 가수이며 영화배우 이태성(본명 이성덕)의 동생이다. 2007년 1집 앨범 "Never Forget You..."로 데뷔했다.

## 음반

### 정규 앨범
- 정규 앨범 1집 《Never Forget You...》(2007년 2월 1일)
  1. 눈을 감아도
  2. 내가 웃는 이유
  3. 사랑합니다
  4. D-Day (Feat. 비쥬)
  5. 지금부터 나만 봐
  6. Propose
  7. 연심
  8. 내 가슴이 그대랍니다
  9. Wedding
  10. Day by Day
  11. Friends
  12. Only One
  13. 사랑합니다(MR)
  14. D-Day(MR)

### 미니 앨범
- 미니 앨범 1집 《Summer Dream》(2008년 7월 1일)
  1. I Can Fly
  2. I Can Fly (Radio Ver.)
  3. Summer Dream
  4. Summer Dream (Radio Ver.)
  5. 달콤한 노래
  6. 달콤한 노래 (Radio Ver.)
  7. 우리의 등불이야 (응원가)
  8. I Can Fly (Inst.)
  9. Summer Dream (Inst.)
  10. 달콤한 노래 (Inst.)
  11. 우리의 등불이야 (응원가) (Inst.)

### 싱글 앨범
- 싱글 앨범 1집 《Flash Back (Single)》(2008년 9월 11일)
  1. 그러려니 해
  2. 말로는 (Fall In Love)
  3. 미치게 달려
  4. You`re My Life
  5. 그러려니 해 (Inst.)
  6. 말로는 (Fall In Love) (Inst.)
  7. 미치게 달려 (Inst.)
  8. You`re My Life (Inst.)

## 방송
- 2022년 TV조선 《미스터트롯2》 - 참가자

## 영화
- 2022년 《짜장면...고맙습니다》 - 음악감독/O.S.T / 결혼식 피아노 반주자 역

## 논란
중국 가수 마천우가 성유빈의 1집 1번 트랙 눈을 감아도를 표절하고 원래 자신의 노래라고 주장했었다. 마천우의 문제의 곡의 제목은 死的柔이다.

## 가족 관계
- 아버지 : 이윤식
- 어머니 : 박영혜 (1960년 8월 25일 ~)
- 형 : 이태성 (1985년 4월 21일 ~ ) (본명 이성덕)
  -     - 조카 : 이한승 (2011년 4월 12일 ~ )